# Pevnost Bač
Pevnost Bač (srbsky Бачка трђава/Bačka tvrđava) je středověká pevnost v regionu Vojvodina na severu Srbska. Nachází se v blízkosti města Bač. Jedná se o nejzachovalejší středověkou pevnost ve Vojvodině. Byla postavena na bývalém ostrově mezi řekou Mostonga a jedním jejím ramenem v obci Bač. Jedná se o město, po kterém byla celá úrodná nížina mezi Dunajem a Tisou pojmenována Bačka. Tato historická země se nachází na západě Vojvodiny, na levém břehu Dunaje, kde hraničí s Chorvatskem. Přestože pevnost Bač není přímo umístěna na Dunaji, je považována za dunajské opevnění, protože se nachází v jeho povodí a tedy v jeho bezprostředním okolí (Kovjanić, 2003). První zmínky o městě Bač pocházejí z období císaře Justiniána I., kdy císař jej zmiňuje ve svém dopise z roku 535. Bač byl od roku 873 avarskou pevností a za vlády Arpádovců královským městem a sídlem biskupství. V roce 1241, byl Bač zničen Mongoly. Pevnost Bač pak představuje vojenskou pevnost kdysi mocných maďarských králů. Pevnost byla postavena v období let 1338–1342, v době uherského krále Karla Roberta z Anjou, jeho konečná podoba pochází z 15. století. 

## Popis pevnosti
Pevnost patří k tzv. vodním městům, protože byla ze všech stran obklopena řekou a přístup byl umožněn jen přes padací most. Rozsáhlé práce na rekonstrukci hradu provedl arcibiskup Petrus de Varda v letech 1490–1495. Obnovil pevnost i město, ale také rozšířil řeku Mostong, aby umožnil lodím z Dunaje dosáhnout pevnosti. Při této příležitosti byl obranný systém posílen přidáním prvků přizpůsobených pro artilérii a současně byl vybudován palác v severní věži, který byl stavěn v duchu rané renesance. Má se za to, že na rekonstrukci a modernizaci Baču z konce 15. století pracovali italští stavitelé a znalci opevnění. Základna pevnosti je přizpůsobena terénu, tvaru nepravidelného čtyřúhelníku s věžemi v rozích. Širší komplex osídlení, v jehož severní části byl hrad oddělen vodním příkopem, byl obklopen palisádami a měl zděnou pouze bránu, vyhlížející na východ. Pevnost je postavena z cihel a má lichoběžníkový základ. V severozápadním rohu se nachází věž s čtvercovým základem, zatímco ostatní tři věže jsou v základu kruhové. Uprostřed jižní hradby se nacházela brána, po které nezbyly žádné viditelné stopy. Před bránou se nacházela kasárna, z nichž zůstaly jen stopy. Ve vnitřním prostoru v jihovýchodní části se nachází zachovaná věž tzv. donžon typu (Đidić, 2009). Pevnost i s opevněním byla Turky obsazena krátce po bitvě u Moháče, v roce 1529. Z té doby pocházejí také popisy pevnosti v cestopisech Evliya Čelebije, z doby, kdy se Bač stal součástí segedínského sandžaku. Bač byl osvobozen v roce 1687, ale krátce nato, v době Rakocziho povstání v roce 1703, byl Bač vypálen a částečně zničen. Postupem času vyschla řeka Mostonga, čímž zmizel i bývalý věhlas pevnosti Bačka (Vujović, 2010). 

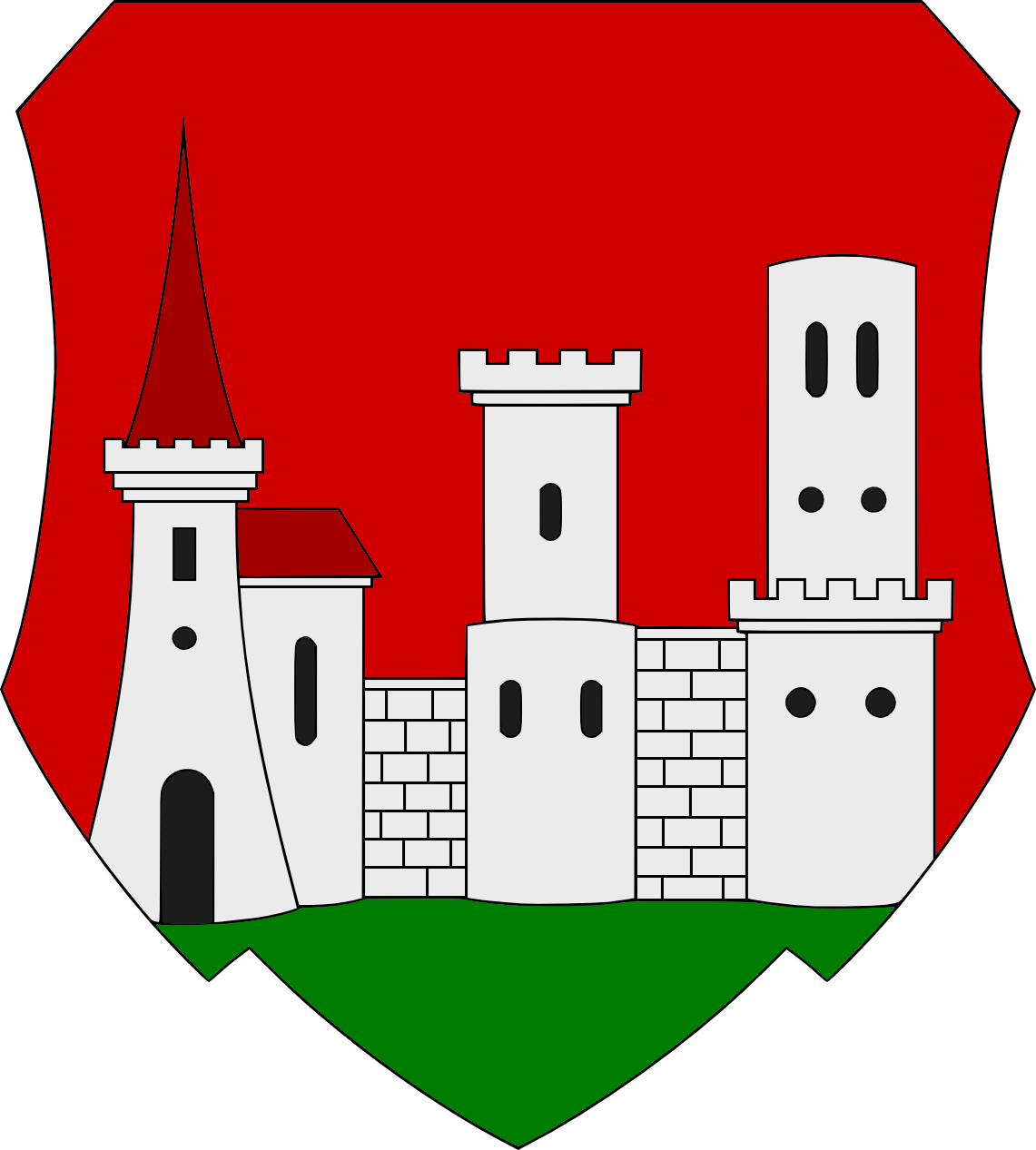
Pevnost Bač na starém znaku města Bač

Systematická archeologická šetření byla od roku 1958 prováděna několikrát. Rovněž byly provedeny rozsáhlé konzervační práce a byly obnoveny a renovovány obranné věže a ochrana vstupní brány na předměstí a tureckého amamu. Byl kompletně zrekonstruován v roce 1961 a je jedním z nejlepších úspěchů vojenské architektury 15. století na území bývalého maďarského státu. Ze zámeckých budov zámku zůstaly v archeologických stopách pouze ty, které se spoléhaly na severovýchodní hradbu. Součástí komplexu jsou i dochované zbytky kaple postavené v gotickém stylu, která byla postavena na podlaze sousední kruhové věže (Vujović, 2010). 
Podle kategorizace Státního institutu pro ochranu kulturních památek byla pevnost Bač prohlášena za pamětihodnost mimořádného národního významu. Dnes je jednou z nejvýznamnějších atrakcí a je jedinou takto dochovanou památkou středověkého období ve Vojvodině. Během archeologických vykopávek v období 2004–2006 byl prozkoumán objekt podél severovýchodního hradby, definovaný jako palác, jakož i nádrž kruhového půdorysu v oblasti mezi donžon věží a jihovýchodní hradbou. Komplex je nedostatečně prozkoumán a věže v horních částech jsou nepřístupné a nejsou bezpečné pro průzkum, jelikož navíc chybí i potřebné údaje o konstrukci a technickém stavu. (Vujović, 2008). 
V nedávné době byl zorganizován rozvojový projekt Století Bače (2006–2010), který byl pro pevnost Bač významný z hlediska procesu ochrany a prezentace. Revitalizace, akce zaměřené na podporu cestovního ruchu, jakož i vymezení strategie organizace správy byly taktéž součástí projektu. Projekt vyplynul z aktivit zaměřených na průzkum, zachování, restaurování a revitalizaci pevnosti v Baci, jakožto i kláštera Bođani, františkánského kláštera, a dalších kulturních památek v obci. Hlavním iniciátorem projektu byla obec Bač a projekt byl realizován prostřednictvím Fondu století Bače, pod záštitou Sekretariátu pro vzdělávání a kulturu AP Vojvodiny a Ministerstva kultury Republiky Srbsko. Koordinátorem projektu byl Ústav pro ochranu kulturních památek autonomní oblasti Vojvodina (Vujović, 2008).